# 双孔管巢蛛
双孔管巢蛛（学名：Clubiona phragmitis）为管巢蛛科管巢蛛属的动物。分布于法国、英国、朝鲜、日本以及中国大陆的新疆、青海、北京等地，多生活于土块或枯枝落叶下。该物种的模式产地在欧洲。